# Руи Блас
„Руи Блас“ (на френски: Ruy Blas) е трагедия в пет действия на френския драматург Виктор Юго, поставена за пръв път в Париж на 8 ноември 1838 година.
Действието на пиесата се развива в Испания от XVII век, като главният герой, поет със скромен произход, който е представен от господаря си за благородник и се издига със способностите си в кралския двор, но в резултат на интриги е принуден да се самоубие.